# Takashi Nagai
Takashi Nagai (永井 隆, 3 februari 1908 – 1 mei 1951) was een Japanse katholieke arts, radioloog, schrijver en overlevende van de atoomaanval op Nagasaki. Om zijn daaropvolgende leven van gebed en dienstbaarheid noemde men hem de "heilige van Urakami". Het proces van zijn zaligverklaring werd na zijn dood geopend en hij wordt beschouwd als een Dienaar Gods.

## Biografie

### Vroege jaren
Takashi (wat 'adel' betekent) Nagai's familie was hoogopgeleid. Zijn vader, Noboru Nagai, was opgeleid in de westerse geneeskunde; zijn grootvader van vaderskant, Fumitaka Nagai, was een beoefenaar van traditionele kruidengeneeskunde. Zijn moeder, Tsune, was een telg uit een oude samoeraifamilie.
Nagai werd geboren in Matsue en groeide op in het landelijke Mitoya, opgevoed volgens de leer van Confucius en het shintoïsme. In 1920 begon hij zijn middelbare school aan de Matsue High School. Hij raakte steeds meer geïnteresseerd in het omringende atheïsme, maar was ook nieuwsgierig naar het christendom.

### Opleiding en militaire dienst

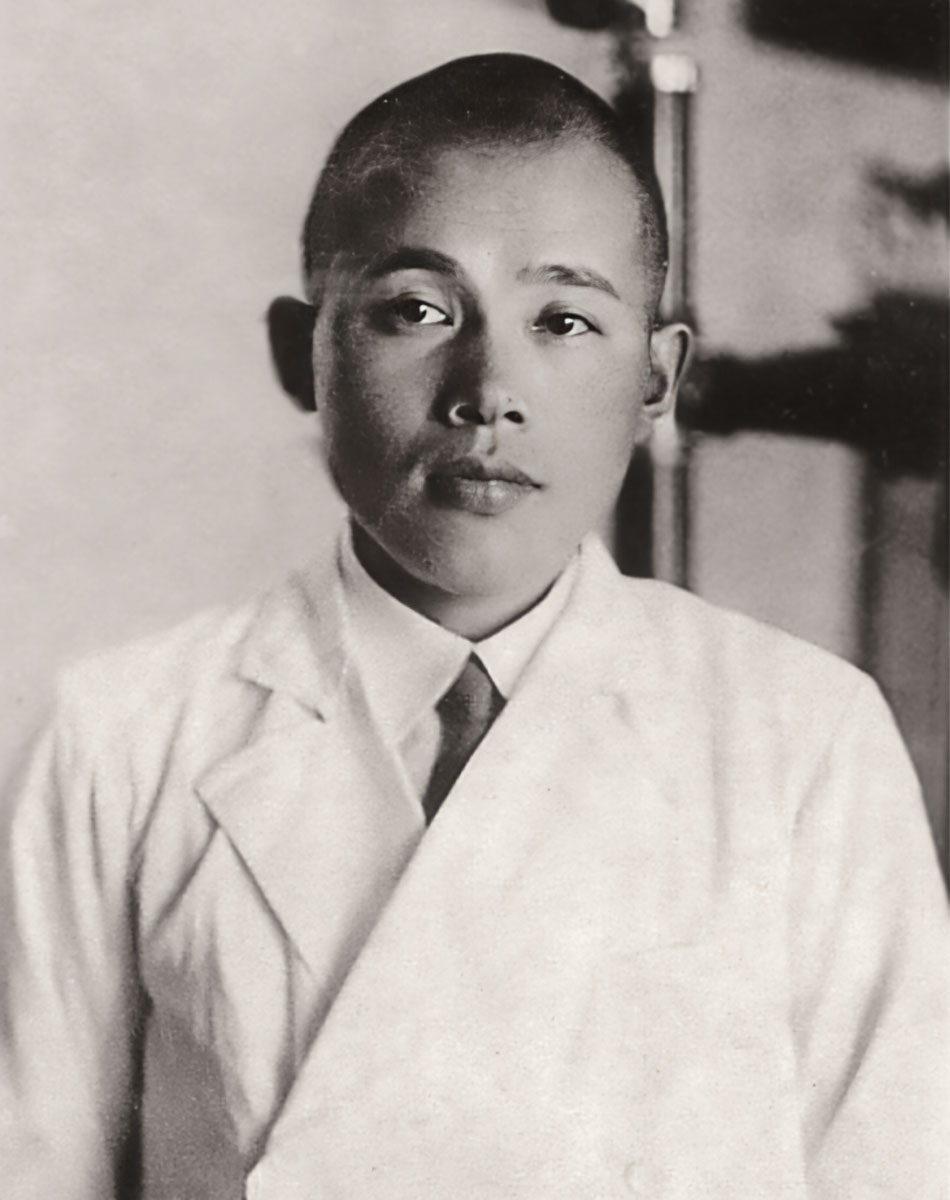
Nagai in een laboratorium aan de Universiteit van Nagasaki.

In april 1928 trad hij toe tot het Nagasaki Medical College waar hij zich aansloot bij een poëziegroep opgericht door Mokichi Saito.
In 1930 stierf zijn moeder aan een hersenbloeding, wat hem ertoe bracht na te denken over de werken van filosoof en wetenschapper Blaise Pascal. Hij begon de Pensées te lezen, wat zijn latere bekering tot het katholicisme beïnvloedde, en woonde in bij de familie Moriyama.
Hij studeerde af in 1932, maar liep meningitis op, waardoor hij depressief en gedeeltelijk doof werd. Hij kon geen geneeskunde beoefenen en richtte zich op radiologisch onderzoek.
In de kerstnacht van dat jaar nodigde de familie Moriyama hem uit om deel te nemen aan een middernachtmis in de kathedraal.
In 1933 nam hij deel aan de verdediging door het Japanse leger van Mantsjoerije tegen  China als medicus. had Nagai een katholieke catechismus cadeau gekregen van zijn toekomstige vrouw Midori. Na zijn terugkeer ontmoette een priester, pater Matsusaburo Moriyama, wiens vader vanwege zijn geloof was gedeporteerd. 

### Bekering tot het katholicisme
Op 9 juni 1934 werd Nagai als christen gedoopt in de katholieke kerk. Hij koos de christelijke voornaam Paul.

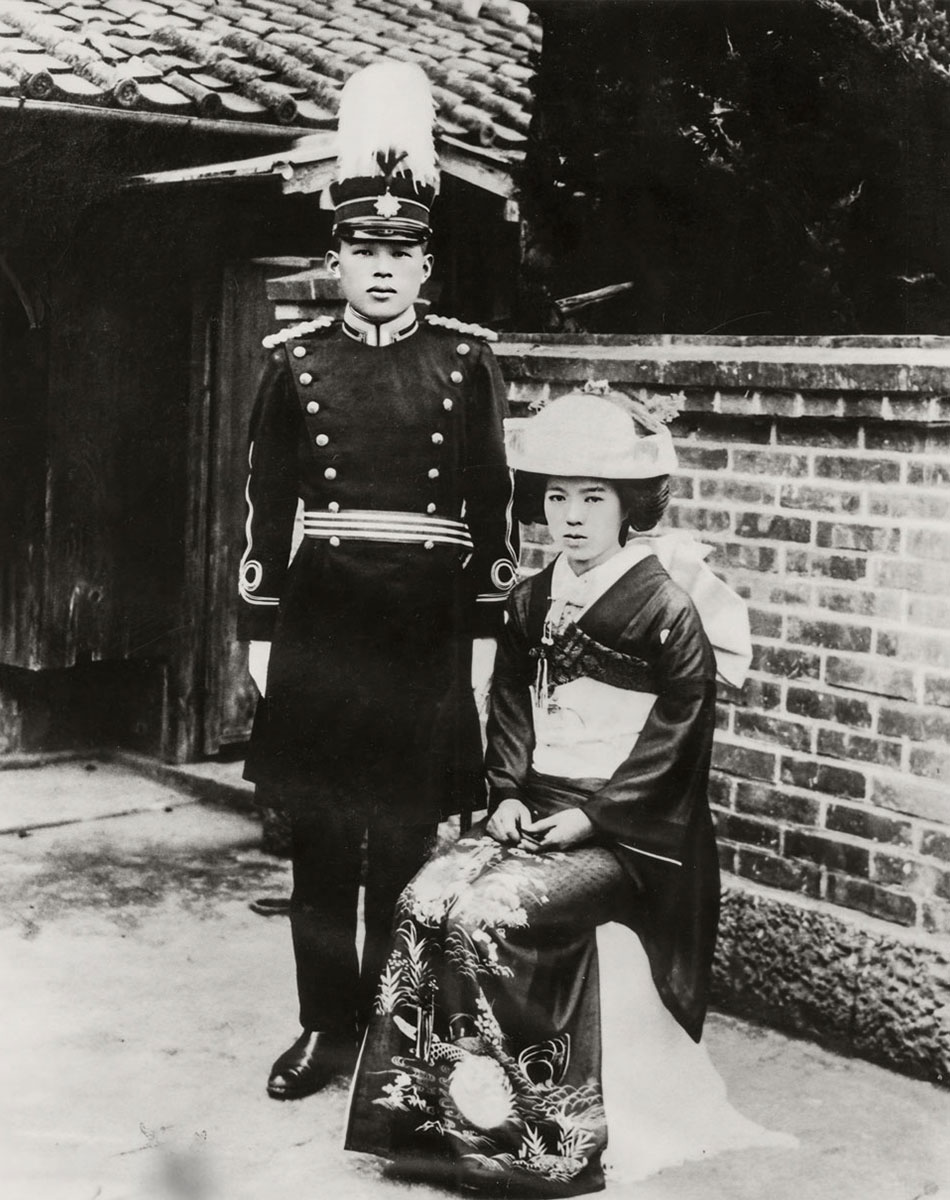
Huwelijk van Takashi en Midori Nagai

Nagai ontving het sacrament van het vormsel in december 1934. Hij trouwde met Marina Midori met wie hij vier kindreen kreeg. Hij werd lid van de Vereniging van Sint Vincent de Paul, ontdekte haar stichter, Frédéric Ozanam, en zijn geschriften, en bezocht zijn patiënten en de armen, aan wie hij hulp, troost en voedsel bracht. Van 1931 tot 1936 woonde pater Maximilian Kolbe in een buitenwijk van Nagasaki, waar hij een klooster stichtte. Nagai ontmoette Kolbe door betrokkenheid bij zijn parochie, de Vereniging van Sint Vincent de Paul in Nagasaki.

### Oorlogen
In 1937 brak de Tweede Chinees-Japanse Oorlog uit en werd Nagai gemobiliseerd als chirurg. In 1939 ontving hij het nieuws van de dood van zijn vader en die van zijn dochter Ikuko. Hij bleef in China tot 1940. Na zijn terugkeer zette hij zijn werk aan de universiteit voort.
Hij promoveerde in 1944. Op 26 april 1945 eiste een luchtaanval op Nagasaki talloze slachtoffers. Nagi bracht zijn dagen en nachten door met het verzorgen van de gewonden op zijn afdeling radiologie. In juni 1945 werd bij hem leukemie vastgesteld en kreeg hij een levensverwachting van drie jaar. Deze ziekte was waarschijnlijk te wijten aan zijn blootstelling aan röntgenstraling tijdens radiologische onderzoeken die hij uitvoerde door middel van directe observatie, aangezien films tijdens de oorlogsperiode niet beschikbaar waren. 

### Atoomaanval op Nagasaki

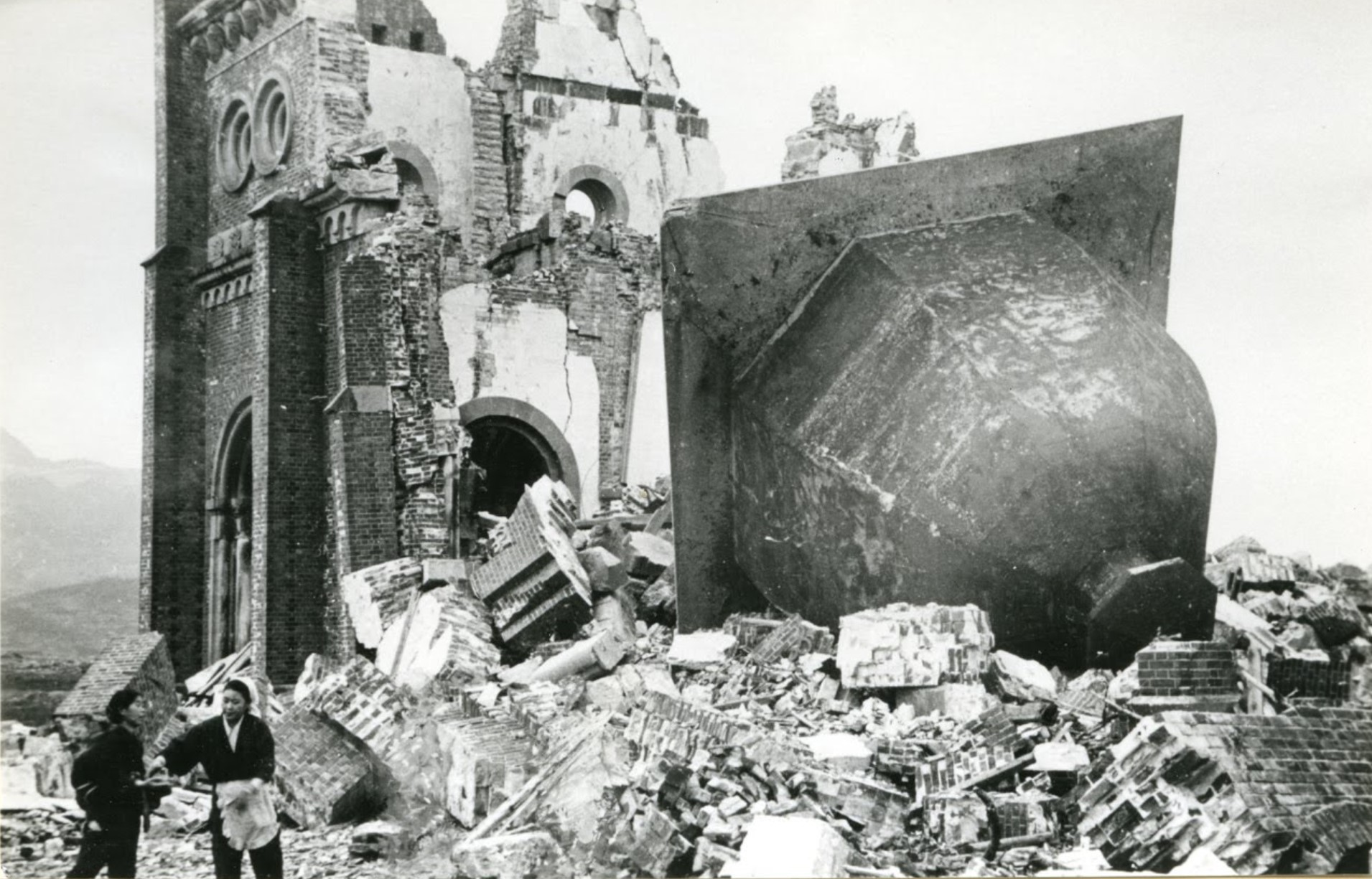
Katholieke kerk in Nagasaki verwoest door de atoombom, met een naar beneden gestortte klokkentoren

In de avond van 6 augustus hoorde Nagai dat de Amerikanen een atoombom op Hiroshima hadden laten vallen. Samen met Midori besloot hij hun kinderen mee te nemen naar Matsuyama op het platteland, vergezeld door Midori's moeder. Op 9 augustus 1945, om 11:02 uur, trof de tweede atoombom Nagasaki. Nagai werke op dat moment op een afdeling radiologie die muren had van gewapend beton, bedoeld om personen daarbuiten tegen straling te beschermen. Hij liep niettemin een ernstig letsel op waarbij zijn rechter temporale slagader werd doorgesneden, maar sloot zich aan bij de rest van het overgebleven medische personeel en wijdde zich aan de behandeling van de slachtoffers van de atoombom. Hij schreef een medisch rapport van 100 pagina's over zijn observaties, waarin hij de "concentrische cirkels des doods" rond het epicentrum van de explosie beschreef.
Op 11 augustus trof hij zijn huis verwoest en zijn vrouw dood aan. Maanden later bleek Nagai ernstig getroffen te zijn door zijn hoofdwond. Hij moest een maand lang het bed houden, en de dood leek een tijdje nabij toen hij last kreeg van Cheyne-Stokes-ademhaling. Volgens Nagai hoorde hij, toen hij water dronk dat afkomstig was uit de Lourdesgrot in Honkawachi, waar pater Kolbe een klooster had gesticht, een stem die hem aanspoorde om de priester om voorspraak te vragen.

### Naoorlogse jaren
Hij keerde op 15 oktober 1945 terug naar het district Urakami (het epicentrum van de bom) en bouwde een kleine hut (ongeveer zes tatami's) van stukken van zijn oude huis. Hij bleef daar met zijn twee overlevende kinderen (Makoto en Kayano), zijn schoonmoeder en twee andere familieleden. Op 23 november 1945 werd er voor de ruïnes van de kathedraal een mis opgedragen voor de slachtoffers van de bom. Takashi hield een toespraak vol geloof, waarin hij de slachtoffers vergeleek met een heilig offer om vrede te verkrijgen. 

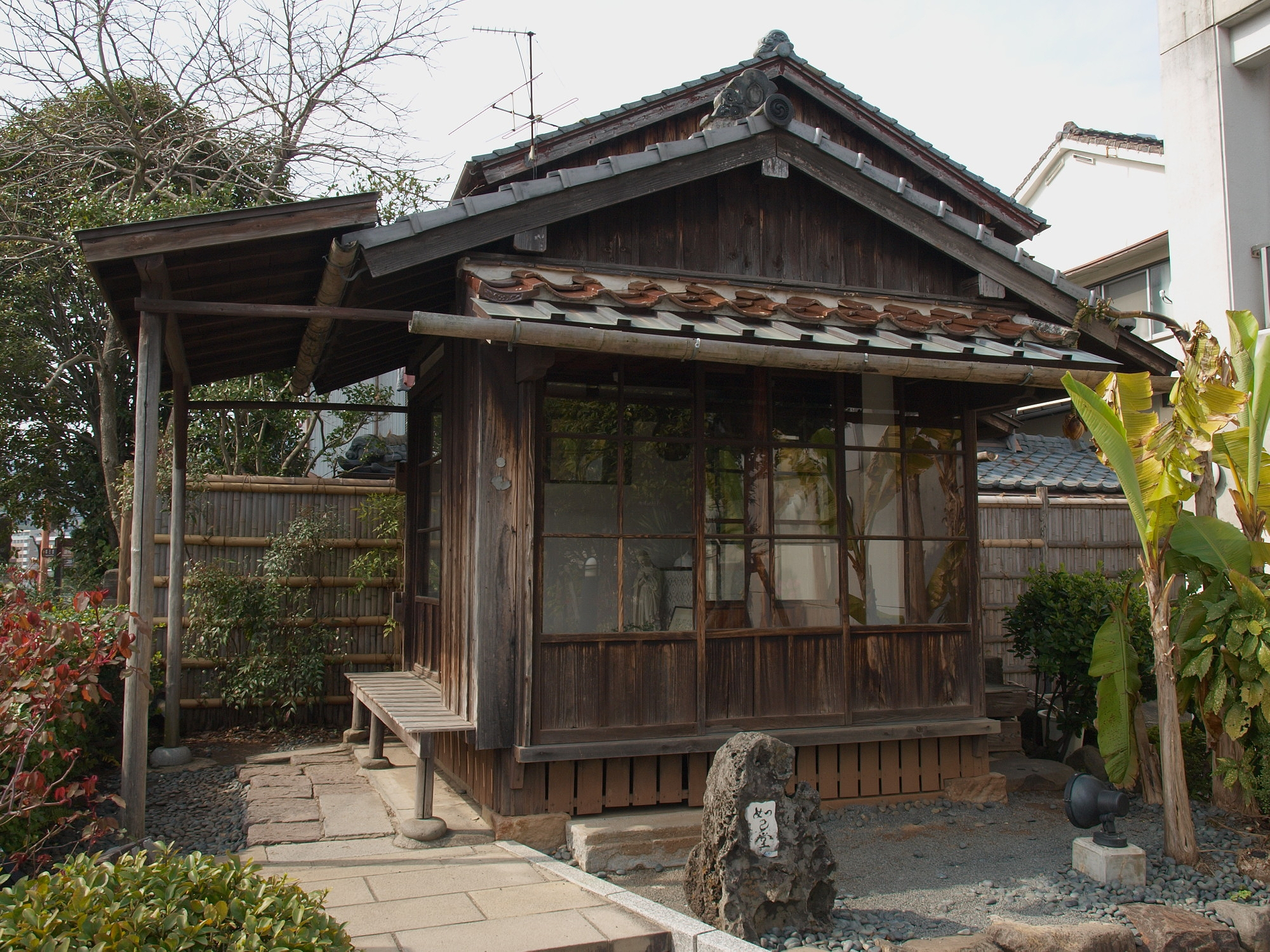
Nyoko-do kluizenaarsoord, Nagasaki

In de daaropvolgende jaren hervatte Nagai zijn colleges en begon hij boeken te schrijven. Het eerste daarvan, De klokken van Nagasaki, was voltooid op de eerste verjaardag van het bombardement. Hoewel hij aanvankelijk geen uitgever kon vinden, werd het uiteindelijk een bestseller en de basis voor een film. In juli 1946 stortte hij in op een perron. Nu hij invalide was, moest hij voortaan zijn bed houden. In 1947 bouwde de plaatselijke Vereniging van Sint Vincentius de Paul een eenvoudig theehuis met twee tatami's voor hem. Nagai noemde het "Nyokodo" (如己堂, Nyoko-dō to, letterlijk "Als-Jezelf Hal", naar Jezus' woorden: "Heb je naaste lief als jezelf." Hij richtte het in als een kluizenaarswoning en bracht zijn resterende jaren door in gebed en contemplatie.
In 1948 plantte hij gefinancierd door de Kyushu Times, 1000 driejarigekersenbomen in het district Urakami om dit verwoeste gebied te transformeren tot een "Bloemenheuvel". Hoewel sommige vervangen zijn en het aantal is teruggebrach, worden deze kersenbomen nog steeds de sakurabomen van Nagai genoemd. In 1948 kreeg hij bezoek van Helen Keller en het jaar daarop door keizer Hirohito en door kardinaal Norman Gilroy van Australië, een pauselijke gezant. Dat jaar werd hij ook benoemd tot ereburger van de stad Nagasaki.

### Dood
Op 1 mei 1951 vroeg hij om vervoerd te worden naar het universiteitsziekenhuis in Nagasaki, zodat de geneeskundestudenten de laatste momenten konden bijwonen van een man die zich voorbereidde op zijn dood aan leukemie. Hij verlengde de dag van zijn ziekenhuisopname om te wachten op het beeld van Onze-Lieve-Vrouw, een geschenk van de Italiaanse Katholieke Medische Vereniging. Tot de avond leek zijn toestand stabiel. Rond 21.40 uur klaagde Nagai echter over duizeligheid en raakte hij bewusteloos. Na twee injecties cardiotonica kwam hij weer bij bewustzijn en bad: "Jezus, Maria, Jozef, in uw handen vertrouw ik mijn ziel toe." Toen nam hij het kruis uit de hand van zijn zoon Makoto, die de kamer binnenstormde, en kort daarna riep hij de woorden "Bid alstublieft!" Nagai blies om 21.50 uur zijn laatste adem uit. Hij stierf op 43-jarige leeftijd. De volgende dag onderging zijn lichaam in het ziekenhuis een autopsie, overeenkomstig zijn testament. Zijn milt was opgezwollen tot 3410 gram (normaal gewicht: 94 gram) en zijn lever woog 5035 gram (normaal gewicht: 1400 gram).
Op 3 mei werd zijn uitvaartmis voor de kathedraal opgedragen door bisschop Paul Aijirō Yamaguchi. Op 14 mei vond een officiële ceremonie plaats ter nagedachtenis aan Nagai. Naar schatting waren er 20.000 mensen aanwezig. De stad Nagasaki hield een minuut stilte terwijl de klokken van alle religieuze gebouwen luidden. Zijn stoffelijk overschot werd begraven op de internationale begraafplaats van Sakamoto.

## Nalatenschap
Zijn kluizenaarswoning werd in 1952 een museum: het Nagai Takashi-herdenkingsmuseum van de stad van Nagasaki. Zijn naam werd toegevoegd aan het Monument voor de radiologie in Hamburg. In 1991 werd in Nagasaki de Takashi Nagai Vredesprijs opgericht voor personen of organisaties in Japan of daarbuiten die hebben bijgedragen aan de wereldvrede door de ontwikkeling en verbetering van de medische zorg en het welzijn van stralingslachtoffers en van wie verwacht wordt dat ze in de toekomst een actieve rol zullen spelen op het gebied van medische zorg en onderzoek naar atoomslachtoffers. In 2003 werd in het Universitair Ziekenhuis van Nagasaki het Nagai Takashi Memorial International Hibakusha Medical Center als centrum voor medische zorg voor hibakusha.

### Zaligverklaringsproces
Nagai's heiligverklaringsprocedure werd geopend in oktober 2021, samen met zijn vrouw Midori, waarbij hen de titel Dienaar van God werd verleend. In Rome werd een organisatie opgericht genaamd Amici di Takashi e Midori Nagai om hun zaak te promoten.

## Werken
Nagai liet een omvangrijke output na van essays, memoires, tekeningen en kalligrafie over thema's zoals God, oorlog, dood, geneeskunde en weesschap. Deze genoten een groot lezerspubliek tijdens de Amerikaanse bezetting van Japan (1945-52) als spirituele kronieken van de atoombomervaring. Zijn boeken zijn vertaald in verschillende talen, waaronder het Engels, Chinees, Koreaans, Frans en Duits, waaronder Wij van Nagasaki, een compilatie van getuigenissen van atoombomslachtoffers onder redactie van Nagai en De klokken van Nagasaki.

## Media
In juli 1949 werd een lied getiteld Nagasaki no Kane (De klokken van Nagasaki) uitgebracht door Columbia Records. Het werd gecomponeerd door Yuji Koseki gezongen door Ichiro Fujiyama met tekst van Hachiro Sato. Nagai's De klokken van Nagasaki werd gebruikt als basis voor een gelijknamige film, geproduceerd door Shochiku Movie Studios, geregisseerd door Hideo Ōba en uitgebracht in 1950. Pixel Revolution Films bracht in 2016 de film All That Remains uit, gebaseerd op het leven van Nagai. In 2019 werd op de Meeting in Rimini een tentoonstelling over hem georganiseerd genaamd Bericht uit Nagasaki. Deze is tentoongesteld op tientallen andere plaatsen in Italië, in Zwitserland en in Leiden.